# Список эпизодов телесериала «Екатерина»
«Екатерина» — это исторический российский телесериал по правлении императрицы Екатерины II, созданный и написанный Александром Барановым (1 сезон), Рамилем Сабитовым (1 сезон) Дмитрием Иосифовым (2—3 сезоны) и снятый телеканалом Россия-1. Премьера первого 12-серийного сезона состоялась на телеканале «Россия-1» 24 ноября 2014 года, премьера второго 12-серийного сезона состоялась 27 февраля 2017 года, а третьего 16-серийного сезона состоялась 21 октября 2019 года.
Сейчас сериал насчитывает 56 серий. Завершающий 4 сезон вышел в 2023 году.

## Обзор сериала
| Сезон | Серии | Серии | Даты показа     | Даты показа     |
| Сезон | Серии | Серии | Первая серия    | Последняя серия |
| ----- | ----- | ----- | --------------- | --------------- |
| 1     | 12    | 12    | 24 ноября 2014  | 27 ноября 2014  |
| 2     | 12    | 12    | 27 февраля 2017 | 7 марта 2017    |
| 3     | 16    | 16    | 21 октября 2019 | 31 октября 2019 |
| 4     | 16    | 16    | 5 октября 2023  | 29 октября 2023 |

## Эпизоды

### Сезон 1: Екатерина (2014)
| №  | № в сезоне | Название             | Режиссёр          | Автор сценария | Дата премьеры  | Зрители Россия (млн) |
| -- | ---------- | -------------------- | ----------------- | -------------- | -------------- | -------------------- |
| 1  | 1          | «Первая серия»       | Александр Баранов | Ариф Алиев     | 24 ноября 2014 | н/д                  |
| 2  | 2          | «Вторая серия»       | Рамиль Сабитов    | Ариф Алиев     | 24 ноября 2014 | н/д                  |
| 3  | 3          | «Третья серия»       | Александр Баранов | Ариф Алиев     | 24 ноября 2014 | н/д                  |
| 4  | 4          | «Четвёртая серия»    | Рамиль Сабитов    | Ариф Алиев     | 25 ноября 2014 | н/д                  |
| 5  | 5          | «Пятая серия»        | Александр Баранов | Ариф Алиев     | 25 ноября 2014 | н/д                  |
| 6  | 6          | «Шестая серия»       | Рамиль Сабитов    | Ариф Алиев     | 25 ноября 2014 | н/д                  |
| 7  | 7          | «Седьмая серия»      | Александр Баранов | Ариф Алиев     | 26 ноября 2014 | н/д                  |
| 8  | 8          | «Восьмая серия»      | Рамиль Сабитов    | Ариф Алиев     | 26 ноября 2014 | н/д                  |
| 9  | 9          | «Девятая серия»      | Александр Баранов | Ариф Алиев     | 26 ноября 2014 | н/д                  |
| 10 | 10         | «Десятая серия»      | Рамиль Сабитов    | Ариф Алиев     | 27 ноября 2014 | н/д                  |
| 11 | 11         | «Одиннадцатая серия» | Александр Баранов | Ариф Алиев     | 27 ноября 2014 | н/д                  |
| 12 | 12         | «Двенадцатая серия»  | Рамиль Сабитов    | Ариф Алиев     | 27 ноября 2014 | н/д                  |

### Сезон 2: Екатерина. Взлёт (2017)
| № | № в сезоне | Название             | Режиссёр        | Автор сценария | Дата премьеры   | Зрители Россия (млн) |
| --- | ---------- | -------------------- | --------------- | -------------- | --------------- | -------------------- |
| 13 | 1          | «Первая серия»       | Дмитрий Иосифов | Ариф Алиев     | 27 февраля 2017 | 6.7 / 18.1%          |
| 1768 год. Екатерина правит Россией, страдая от разлуки с любимым: Григорий Орлов в экспедиции исследует таврические степи. К возвращению Екатерина готовит Орлову подарок: венчание, которое почти приравняет его статус к императорскому. Эти планы настораживают многих придворных, в особенности — графа Панина, воспитателя Павла, сына Екатерины и Петра III: он боится, что, вместе со своим воспитанником, утратит влияние при дворе. Это толкает Панина на участие в заговоре против Екатерины. Становится известно, что Орлов ранен в стычке с турками. Эту весть Екатерине приносит молодой поручик Григорий Потемкин. |            |                      |                 |                |                 |                      |
| 14 | 2          | «Вторая серия»       | Дмитрий Иосифов | Ариф Алиев     | 27 февраля 2017 | н/д                  |
| Жизнь Потёмкина в опасности. Панин делает всё, чтобы его спасти. Орлов возвращается в Петербург, но ранение пошатнуло его здоровье. Планам Екатерины венчаться с ним противится Святейший Синод. Екатерина призывает готовиться к войне с турками, тем временем турецкий султан отправляет к ней посла со смертоносным подарком. Павел интересуется судьбой своего отца. Единственный, кто не боится рассказать ему о Петре III — его молодой учитель, Семён Порошин. |            |                      |                 |                |                 |                      |
| 15 | 3          | «Третья серия»       | Дмитрий Иосифов | Ариф Алиев     | 28 февраля 2017 | н/д                  |
| Мечтая о новом наследнике, Екатерина торопит подготовку к венчанию с Орловым и готовит переезд в Петербург их незаконнорожденного сына Алексея. Но Святейший Синод не идет на уступки, а сам Орлов все более слабеет от последствий ранения. Скрывая свое состояние от Екатерины, он пытается лечиться у шарлатанов. Между Паниным и Порошиным разгорается ссора: оба сватаются к одной женщине, юной графине Шереметевой. |            |                      |                 |                |                 |                      |
| 16 | 4          | «Четвёртая серия»    | Дмитрий Иосифов | Ариф Алиев     | 28 февраля 2017 | н/д                  |
| Екатерина видит в Павле все больше сходства с Петром III и увольняет со службы Порошина. Павел пытается помочь бывшему учителю в его сватовстве с Шереметевой, но Панин нарушает их планы. Турецкий посол прибывает в Санкт-Петербург. Панин пытается договориться с ним о мире, но Екатерина уверена, что война неизбежна. Смертоносный подарок турецкого султана достается не той, кому предназначен. |            |                      |                 |                |                 |                      |
| 17 | 5          | «Пятая серия»        | Дмитрий Иосифов | Ариф Алиев     | 1 марта 2017    | н/д                  |
| При дворе вспыхивает эпидемия оспы. Екатерина подает всем пример мужества и первой делает прививку. У постели больной Шереметевой Порошин невольно оскорбляет Панина, и тот вызывает его на дуэль. Планы Екатерины о назначении в наследники младшего сына под угрозой: Алексей вряд ли годится на эту роль. Орлов продолжает скрывать от Екатерины свою болезнь, но его поведение уже кажется ей подозрительным. |            |                      |                 |                |                 |                      |
| 18 | 6          | «Шестая серия»       | Дмитрий Иосифов | Ариф Алиев     | 1 марта 2017    | н/д                  |
| Екатерина все больше сближается с Потемкиным, и Орлов начинает видеть в нём конкурента. Тем временем, угроза правлению Екатерины наступает с двух сторон: турецкий султан истребляет российское посольство, тем самым приближая войну, к которой Россия не готова. Другую угрозу представляют муж и дети племянницы Петра Великого Анны Леопольдовны, много лет живущие в ссылке в Холмогорах: потенциально они обладают большими правами на престол, чем сама Екатерина. Императрица решает их навестить, взяв с собою Павла.                                                                                                   |            |                      |                 |                |                 |                      |
| 19 | 7          | «Седьмая серия»      | Дмитрий Иосифов | Ариф Алиев     | 2 марта 2017    | н/д                  |
| Визит в Холмогоры убеждает Екатерину в том, что Антон-Ульрих и его дети не опасны для престола. Однако отпускать их из ссылки она не торопится. По просьбе Екатерины, её фрейлина Софья соблазняет Павла. Визит к помещице Салтыковой приносит Екатерине и Павлу неожиданные и страшные открытия. В преддверии войны Екатерина переманивает Панина на свою сторону — и тот предает заговорщиков. |            |                      |                 |                |                 |                      |
| 20 | 8          | «Восьмая серия»      | Дмитрий Иосифов | Ариф Алиев     | 2 марта 2017    | н/д                  |
| Став союзником Екатерины, Панин уговаривает Синод разрешить венчание императрицы с Орловым. В это время Екатерина узнает тайну Орлова. Её мечты о счастливой семейной жизни и о новом наследнике рушатся. Екатерина отказывается от планов венчания и готовит в наследники Павла. Однако Павел теперь твердо намерен жениться на Софье, которая от него беременна. |            |                      |                 |                |                 |                      |
| 21 | 9          | «Девятая серия»      | Дмитрий Иосифов | Ариф Алиев     | 6 марта 2017    | н/д                  |
| Орлов неожиданно для себя понимает, что впал в немилость и что Потемкин близок к тому, чтобы занять его место в сердце Екатерины. Вместе с братом он организует нападение на Потемкина. В ответ Екатерина отсылает Орлова на фронт. Софья не хочет избавляться от ребёнка Павла. Екатерина требует, чтобы она рассталась с наследником. |            |                      |                 |                |                 |                      |
| 22 | 10         | «Десятая серия»      | Дмитрий Иосифов | Ариф Алиев     | 6 марта 2017    | н/д                  |
| Россия вступает в войну с Турцией. Екатерина ведет любовную переписку с Потемкиным, который воюет умело и приносит России одну победу за другой. Петр Разумовский, друг детства Павла, делает предложение Софье: он готов усыновить сына Софьи и Павла. |            |                      |                 |                |                 |                      |
| 23 | 11         | «Одиннадцатая серия» | Дмитрий Иосифов | Ариф Алиев     | 7 марта 2017    | н/д                  |
| Павел выбирает себе невесту, принцессу Вильгельмину, не зная о её вздорном характере и любовных похождениях. Потемкин возвращается с войны: теперь никто не может помешать их с Екатериной счастью. На радостях Екатерина готова поверить в искренность и чистоту Вильгельмины — на словах, без проверки. Вильгельмина принимает православие под именем Натальи. |            |                      |                 |                |                 |                      |
| 24 | 12         | «Двенадцатая серия»  | Дмитрий Иосифов | Ариф Алиев     | 7 марта 2017    | 6.4 / 19.9%          |
| Обман Вильгельмины вскрывается, и Екатерине приходится принимать жесткие решения, невзирая на желания собственного сына. Тем временем, Екатерина и Григорий Потёмкин тайно венчаются. |            |                      |                 |                |                 |                      |

### Сезон 3: Екатерина. Самозванцы (2019)
| № | № в сезоне | Название              | Режиссёр        | Автор сценария             | Дата премьеры   | Зрители Россия (млн) |
| --- | ---------- | --------------------- | --------------- | -------------------------- | --------------- | -------------------- |
| 25 | 1          | «Первая серия»        | Дмитрий Иосифов | Ариф Алиев                 | 21 октября 2019 | 4.4 / 13.8%          |
| 1774 год. Российская Империя. На юге шестой год продолжается русско-турецкая война. Казна пуста. В это время во Франции объявляется самозванка — княжна Тараканова, которая выдает себя за внучку Петра Великого и претендует на российский престол. А на востоке Империи вспыхивает мужицкий бунт под предводительством Емельяна Пугачева. |            |                       |                 |                            |                 |                      |
| 26 | 2          | «Вторая серия»        | Дмитрий Иосифов | Ариф Алиев и Андрей Иванов | 21 октября 2019 | н/д                  |
| Екатерина решает не уводить войска с турецкого театра военных действий для подавления восстания. В Париже Тараканова и её покровители князья Огинские получают поддержку французской короны. Пугачев тем временем рассылает указ, в котором обещает крестьянам земли, а главное — свободу.                                                  |            |                       |                 |                            |                 |                      |
| 27 | 3          | «Третья серия»        | Дмитрий Иосифов | Ариф Алиев                 | 22 октября 2019 | н/д                  |
| Французы предлагают Пугачеву содействие в свержении Екатерины с престола. Екатерина пытается выяснить, был ли ребёнок у её предшественницы императрицы Елизаветы Петровны. А Наталья Алексеевна, жена наследника престола Павла Петровича, плетет интриги с целью совершить переворот.                                                      |            |                       |                 |                            |                 |                      |
| 28 | 4          | «Четвёртая серия»     | Дмитрий Иосифов | Ариф Алиев и Иван Заруваев | 22 октября 2019 | н/д                  |
| Никита Панин просит Екатерину вернуть её внебрачного сына Алешу в столицу и обещает позаботиться о нём. Наталья Алексеевна устраивает тайную встречу Софьи Разумовской с её ребёнком от царевича Павла Петровича. |            |                       |                 |                            |                 |                      |
| 29 | 5          | «Пятая серия»         | Дмитрий Иосифов | Ариф Алиев                 | 23 октября 2019 | н/д                  |
| Павел Петрович вместе с Фон-Визиным разрабатывают проект Конституции. Никита Панин предлагает им свою помощь. Екатерина планирует отправиться в действующую армию вместе с Потемкиным. Соратники сообщают Пугачеву, что генерал-аншеф Бибиков, командовавший войсками, мертв.                                                               |            |                       |                 |                            |                 |                      |
| 30 | 6          | «Шестая серия»        | Дмитрий Иосифов | Ариф Алиев и Андрей Иванов | 23 октября 2019 | н/д                  |
| Лефевр заказывает портрет Таракановой для отправки европейским монархам. Опальный граф Шувалов, бывший фаворит Елизаветы Петровны, предлагает Таракановой содействие. Во время отсутствия Екатерины в столице, Никита Панин приглашает Павла Петровича на тайную встречу…                                                                   |            |                       |                 |                            |                 |                      |
| 31 | 7          | «Седьмая серия»       | Дмитрий Иосифов | Ариф Алиев                 | 24 октября 2019 | н/д                  |
| После дуэли Андрею Разумовскому грозит каторга. Екатерина вместе с Никитой Паниным отправляется в Гатчину — в имение братьев Орловых. Никита Панин просит императрицу вернуть Алексея Орлова на службу. |            |                       |                 |                            |                 |                      |
| 32 | 8          | «Восьмая серия»       | Дмитрий Иосифов | Ариф Алиев и Иван Заруваев | 24 октября 2019 | н/д                  |
| Никита Панин приносит Екатерине письмо, которое неизвестные подбросили ему в окно. Переодевшись в простых крестьян, Павел вместе с Андреем Разумовским отправляются в народ, чтобы отыскать портрет самозванца. У Екатерины и Алексея Орлова зарождается взаимный интерес.                                                                  |            |                       |                 |                            |                 |                      |
| 33 | 9          | «Девятая серия»       | Дмитрий Иосифов | Ариф Алиев                 | 28 октября 2019 | н/д                  |
| Екатерина влюблена в Алексея Орлова. Она решает отправить его командовать русской эскадрой в Неаполе. В это время, втайне от Екатерины, обер-секретарь Степан Шешковский отправляет своих агентов для нападения на Тараканову и её покровителей князей Огинских.                                                                            |            |                       |                 |                            |                 |                      |
| 34 | 10         | «Десятая серия»       | Дмитрий Иосифов | Ариф Алиев и Андрей Иванов | 28 октября 2019 | н/д                  |
| Павел Петрович передает Екатерине проект Конституции, над которым он работал вместе с Фон-Визиным. Армия под руководством Суворова одерживает одну победу за другой на юге Османской Империи. Андрей Разумовский оказывается в казематах Петропавловской крепости.                                                                          |            |                       |                 |                            |                 |                      |
| 35 | 11         | «Одиннадцатая серия»  | Дмитрий Иосифов | Ариф Алиев                 | 29 октября 2019 | 4.1 / 13.1%          |
| Пугачев захватывает пригороды Казани и освобождает свою жену и детей. Он пополняет свои ряды сторонниками и берет новых пленников: Гавриила Державина и его верного друга Блудова. Среди сторонников Пугачева оказывается Влас — сбежавший кучер Никиты Панина.                                                                             |            |                       |                 |                            |                 |                      |
| 36 | 12         | «Двенадцатая серия»   | Дмитрий Иосифов | Ариф Алиев и Иван Заруваев | 29 октября 2019 | н/д                  |
| Панину удается уговорить Екатерину назначить его брата Петра главой корпуса по подавлению пугачевского бунта. Андрей Разумовский прибывает в Неаполь с секретной миссией. Турки, ожидая поддержки Запада, пытаются оттянуть заключение мирного договора.                                                                                    |            |                       |                 |                            |                 |                      |
| 37 | 13         | «Тринадцатая серия»   | Дмитрий Иосифов | Ариф Алиев                 | 30 октября 2019 | н/д                  |
| В стане Пугачева зреет заговор. Его соратники недовольны близкими отношениями предводителя с дворянкой Харловой. В Неаполе разлетаются слухи о любовных похождениях Разумовского. Им заинтересовалась сама супруга короля Фердинанда Мария Каролина. Фердинанд лично приглашает Тараканову на королевский прием.                            |            |                       |                 |                            |                 |                      |
| 38 | 14         | «Четырнадцатая серия» | Дмитрий Иосифов | Ариф Алиев и Андрей Иванов | 30 октября 2019 | н/д                  |
| Турки предлагают свою помощь Таракановой для достижения её целей. Неизвестные нападают на получившего командование эскадрой Алексея Орлова – он ранен. Суворов прибывает на Урал. Недовольство среди пугачевцев растет с каждым днем. |            |                       |                 |                            |                 |                      |
| 39 | 15         | «Пятнадцатая серия»   | Дмитрий Иосифов | Ариф Алиев                 | 31 октября 2019 | н/д                  |
| Тараканова и Алексей Орлов проникаются симпатией друг к другу. Пугачев схвачен и посажен в клетку. Его допрашивает сам Суворов. Уже в Москве Екатерина и Павел приходят в темницу, чтобы лично поговорить с бунтовщиком. |            |                       |                 |                            |                 |                      |
| 40 | 16         | «Шестнадцатая серия»  | Дмитрий Иосифов | Ариф Алиев и Иван Заруваев | 31 октября 2019 | н/д                  |
| Тараканову арестовывают и привозят в Петропавловскую крепость. Она понимает, что Алексей Орлов её предал. Екатерина видит чувства Орлова к Таракановой и не может его простить, однако, обещает пощадить Тараканову, если та подпишет отречение от престола…                                                                                |            |                       |                 |                            |                 |                      |

### Сезон 4. «Екатерина. Фавориты» (2023)
| № | № в сезоне | Название              | Режиссёр        | Автор сценария | Дата премьеры   | Зрители Россия (млн) |
| --- | ---------- | --------------------- | --------------- | -------------- | --------------- | -------------------- |
| 41 | 1          | «Первая серия»        | Дмитрий Петрунь | Юсуп Разыков   | 5 октября 2023  | н/д                  |
| 1779 год. Уже два года длится война между Австрией и Пруссией, и обе стороны просят помощи у Российской империи. Но Екатерина Великая не намерена вступать в войну, она планирует примирить Иосифа и Фридриха. При поддержке Потёмкина Екатерина отправляется на тайную встречу с королём Австрии Иосифом. Перед заключением Тешенского мира Екатерина и Потёмкин ссорятся, и Екатерина ищет утешения в объятиях своего фаворита графа Корсакова.                                                                           |            |                       |                 |                |                 |                      |
| 42 | 2          | «Вторая серия»        | Дмитрий Петрунь | Юсуп Разыков   | 5 октября 2023  | н/д                  |
| Американские колонии Англии взбунтовались. Английский король Георг ставит условие всем странам Европы, в том числе и России, прервать торговлю с американскими землями. Императрица проводит много времени с Корсаковым, это заставляет её отвлекаться от мучительных мыслей о Потёмкине. В это время из Крыма в столицу прибывает адъютант князя — ротмистр Ланской. Его восторженный взгляд и смущение не укрываются от взгляда императрицы.                                                                              |            |                       |                 |                |                 |                      |
| 43 | 3          | «Третья серия»        | Дмитрий Петрунь | Юсуп Разыков   | 5 октября 2023  | н/д                  |
| Предательство Корсакова больно ранит Екатерину. Тем временем крымский хан Шагин Гирей казнил турецкого посла и ищет сближения с Россией. Екатерина решает пригласить хана в Петербург. После смотра фаворитов на балу императрица понимает, что кандидаты, которые добиваются её внимания на самом деле — марионетки её вельмож и советников. |            |                       |                 |                |                 |                      |
| 44 | 4          | «Четвёртая серия»     | Дмитрий Петрунь | Юсуп Разыков   | 5 октября 2023  | н/д                  |
| Екатерина пока не готова впустить Ланского в своё сердце. Но разрешает ему сопровождать себя во время поездки к сыну Павлу в Гатчину. Императрица узнаёт, что Его Высочество создаёт собственную армию — гатчинские полки. Екатерина назначает Ланского флигель-адъютантом, она намеревается вырастить из него настоящего советника. |            |                       |                 |                |                 |                      |
| 45 | 5          | «Пятая серия»         | Дмитрий Петрунь | Юсуп Разыков   | 12 октября 2023 | н/д                  |
| До Екатерины доходят сведения, что потешные полки наследника Павла Петровича перестают быть потешными и уже планируют боевые учения. Императрица также замечает изменения в поведении своего фаворита Ланского, однако свой недавний приказ установить за ним слежку она отменяет. Тем временем крымский хан Шагин Гирей присылает князю Потёмкину подарок — татарскую княжну Юлдуз — в качестве наложницы. |            |                       |                 |                |                 |                      |
| 46 | 6          | «Шестая серия»        | Дмитрий Петрунь | Юсуп Разыков   | 12 октября 2023 | н/д                  |
| Императрице докладывают, что Ланской тайно посещает некий дом и носит туда деньги. Екатерина подозревает предательство и требует от него признания. В столицу возвращается давняя подруга и сподвижница Екатерины — княгиня Дашкова. Императрица назначает её заведовать Академией наук в Санкт-Петербурге. Политическая обстановка в Крыму накаляется, местная знать недовольна властью хана Шагин Гирея, также турки продолжают нападения на обозы. Екатерине не хватает мудрого совета, но способен ли Ланской его дать? |            |                       |                 |                |                 |                      |
| 47 | 7          | «Седьмая серия»       | Дмитрий Петрунь | Юсуп Разыков   | 12 октября 2023 | н/д                  |
| Братья крымского хана подняли бунт в Крыму. Шагин Гирей просит императрицу о заступничестве. Екатерина призывает Потёмкина сопроводить хана в Петербург. Охладев к Ланскому, императрица обращает внимание на сына адмирала — Николая Мордвинова, которого умело привлекает ко двору княгиня Дашкова. Ланской страдает от ревности и решается на отчаянный шаг. |            |                       |                 |                |                 |                      |
| 48 | 8          | «Восьмая серия»       | Дмитрий Петрунь | Юсуп Разыков   | 12 октября 2023 | н/д                  |
| Потёмкин привозит в Петербург не только хана, но и княжну Юлдуз. Потёмкин призывает императрицу принять Крым в состав Российской империи. Только сильная власть способна остановить междоусобицу. Но как уговорить Шагин Гирея написать отречение в пользу российской императрицы? |            |                       |                 |                |                 |                      |
| 49 | 9          | «Девятая серия»       | Дмитрий Петрунь | Юсуп Разыков   | 19 октября 2023 | н/д                  |
| Екатерина в трауре. Императрица винит себя в произошедшем и не в силах управлять делами государства. Ближайшее окружение начинает опасаться надвигающейся смуты. Слухи о состоянии Екатерины быстро распространяются не только по Петербургу и Гатчине, но и далеко за рубеж. |            |                       |                 |                |                 |                      |
| 50 | 10         | «Десятая серия»       | Дмитрий Петрунь | Юсуп Разыков   | 19 октября 2023 | н/д                  |
| Екатерине представлен офицер Ермолов, чьё участие в судьбе Ланского, и искренняя скорбь по утраченной любимой, близки императрице. Они становятся «друзьями по несчастью». В то же время князь Потёмкин предлагает Екатерине совершить большое путешествие с иностранными послами и монаршими особами в новые российские земли — в Крым, продемонстрировав таким образом Европе могущество и величие России. |            |                       |                 |                |                 |                      |
| 51 | 11         | «Одиннадцатая серия»  | Дмитрий Петрунь | Юсуп Разыков   | 19 октября 2023 | н/д                  |
| После проверки, учинённой Ермоловым, отношения между Екатериной и Потёмкиным резко ухудшились. В то же время императрица испытывает привязанность к офицеру. Но до конца не может определиться со своими чувствами. Австрийский король Иосиф оказывается перед непростым выбором — отправиться с Екатериной в Крым и продемонстрировать свою лояльность России перед всей Европой, либо оскорбить императрицу отказом. |            |                       |                 |                |                 |                      |
| 52 | 12         | «Двенадцатая серия»   | Дмитрий Петрунь | Юсуп Разыков   | 19 октября 2023 | н/д                  |
| Императорский кортеж Екатерины отправляется в Крым. Чтобы уберечь Павла от мыслей о заговоре, императрица возвращает ему сыновей и велит заниматься их воспитанием. Малороссия отмечает приезд императрицы, как всенародный праздник. Но западные гости не спешат писать правдивые отчёты. Екатерина в поездке обращает внимание на молодого секунд-ротмистра Платона Зубова. |            |                       |                 |                |                 |                      |
| 53 | 13         | «Тринадцатая серия»   | Дмитрий Петрунь | Юсуп Разыков   | 26 октября 2023 | н/д                  |
| Екатерина приглашает короля Австрии Иосифа, который путешествует с ней инкогнито, на встречу с крымской знатью. Императрица призывает его вступить в союз, и для этого намеревается продемонстрировать военные преобразования России. Также Екатерина предлагает Потёмкину роль регента над несовершеннолетним внуком Александром, которому планирует передать трон в обход Павла. |            |                       |                 |                |                 |                      |
| 54 | 14         | «Четырнадцатая серия» | Дмитрий Петрунь | Юсуп Разыков   | 27 октября 2023 | н/д                  |
| Екатерина сообщает своему новому фавориту Платону Зубову, что имеет на него большие планы. Тем временем Турция ведёт войну с Россией за Крым, она планируют восстановить там вассалитет. Ситуация крайне сложная, шторм разметал российский флот в Крыму. И в ближайшее время турки могут высадиться многотысячной армией под Очаковом или в крепости Кинбурн, и отрезать Крым от России. |            |                       |                 |                |                 |                      |
| 55 | 15         | «Пятнадцатая серия»   | Дмитрий Петрунь | Юсуп Разыков   | 28 октября 2023 | н/д                  |
| Князь Потёмкин умирает, Екатерина тяжело переживает его смерть. Предчувствуя, что вскоре последует за венчанным мужем, она решает подготовиться и ускорить реализацию своего плана по передаче трона. Тем временем Зубов, мягко ограждая императрицу от государственных дел, всё больше подминает власть под себя |            |                       |                 |                |                 |                      |
| 56 | 16         | «Шестнадцатая серия»  | Дмитрий Петрунь | Юсуп Разыков   | 29 октября 2023 | н/д                  |
| Екатерина всецело находится под влиянием Зубова. Её здоровье продолжает ухудшаться. Дашкова отстранена от управления Академией. Помолвка дочери Павла — Александры с королём Швеции под угрозой срыва. Государыня чувствует, что самые важные цели, которые она хотела достичь — так и не будут достигнуты. Ей необходимо подвести достойный итог своей жизни. |            |                       |                 |                |                 |                      |